# Primula baileyana
Primula baileyana är en viveväxtart som beskrevs av Kingdon-Ward. Primula baileyana ingår i släktet vivor, och familjen viveväxter. Inga underarter finns listade i Catalogue of Life.